# 무단 침입 (1992년 영화)
《무단 침입》(영어: Unlawful Entry)은 미국에서 제작된 조너선 캐플런 감독의 1992년 심리 스릴러 영화이다. 커트 러셀, 레이 리오타, 매들린 스토 등이 출연하였고, 찰스 고든 등이 제작에 참여하였다.
레이 리오타의 악역 연기가 특히 좋은 평가를 받았으며, 리오타는 이 영화를 통해 1993년 제2회 MTV 무비 어워드 최고의 악당상 후보에 올랐다.

## 출연진
- 커트 러셀 - 마이클 카 역
- 레이 리오타 - 피트 데이비스 경관 역
- 매들린 스토 - 캐런 카 역
- 로저 E. 모즐리 - 로이 콜 경관 역
- 켄 러너 - 로저 그레이엄 역
- 데버라 오프너 - 페니 역
- 카먼 아젠지애노 - 제롬 루리 역
- 앤디 로마노 - 헤이스 경감 역
- 해리 노섭 - 맥머트리 경사 역
- 셰리 로즈 - 지프의 여성 역
- 딕 밀러 - 압수 차량 보관소 직원 역

## 기타 제작진
- 협력 제작: 설라 헤이머
- 라인 제작: 진 레비
- 배역: 재키 버치
- 미술: 로런스 G. 폴
- 의상: 에이프릴 페리

## 우리말 녹음
KBS 성우진 (1997년 9월 6일)
- 엄주환 - 마이클 카 (커트 러셀)
- 윤소라 - 캐런 카 (매들린 스토)
- 박기량 - 피트 데이비스 경관 (레이 리오타)
- 유민석 - 제롬 루리 (카먼 아젠지애노) / 헤이스 경감 (앤디 로마노)
- 김정호 - 로저 그레이엄 (켄 러너)
- 유해무 - 로이 콜 경관 (로저 E. 모즐리)
- 함수정 - 페니 (데버라 오프너)
- 김수중
- 김일
- 양정애
- 오인성